# Alemán silesio
El alemán silesio o bajo silesio (Schläsche Sproache/Schläs'sche Sproche, en alemán: Schlesisch, pronunciación: /ˈʃleːzɪʃ/ⓘ), es una variedad lingüística del alemán hablada en Silesia. Actualmente el área se encuentra principalmente en el suroeste de Polonia pero también al noreste de la República Checa y en Alemania oriental. Los dialectos del grupo están casi extintos.

## Historia
En su origen, el alemán silesio apareció en el siglo XII como derivación del alto alemán medio con una fuerte influencia del alto alemán, del alto sajón, del fráncico oriental, el turingio y el silesio. Los habitantes de Silesia podrían ser descendentes de los colonos que llegaron en el siglo XIII procedentes de la Alta Lusacia, Sajonia, Turingia y Franconia.
Después de la Segunda Guerra Mundial, las autoridades comunistas locales prohibieron el uso de la lengua. Después de la expulsión de los alemanes de Silesia, la lengua y la cultura alemanas casi desaparecieron de Silesia cuando fue incorporada a Polonia en 1945. Las autoridades polacas prohibieron el uso del alemán. Todavía hoy hay sentimientos encontrados tanto entre polacos como en los alemanes, principalmente debido a los crímenes de guerra nazis como de la expulsión y la limpieza étnica de los alemanes étnicos de los antiguos territorios orientales de Alemania que fueron cedidos a Polonia por el Acuerdo de Potsdam.
El alemán silesio no tiene ningún tipo de reconocimiento legal del Estado polaco, a pesar de que la minoría alemana en Polonia ha obtenido cierto reconocimiento desde la caída del comunismo el 1991 y la entrada de Polonia en la Unión Europea. El alemán silesio puede dividirse en las variedades Gebirgsschlesische Dialektgruppe, Südostschlesische Dialektgruppe, mittelschlesische Dialektgruppe, westschlesische Dialektgruppe y neiderländische Dialektgruppe. El nordostböhmische Dialektgruppe también forma parte del silesio.
El alemán silesio fue la lengua en la que se escribieron las poesías de Karl von Holtei y Gerhart Hauptmann durante el siglo XIX.